# Cercopithecus ascanius
Il cercopiteco nasobianco del Congo (Cercopithecus ascanius (Audebert, 1799)) è un primate della famiglia dei Cercopitecidi.

## Descrizione
Hanno la faccia nera con basette bianche, una macchia biancastra sul naso e del blu attorno agli occhi. Il corpo è marrone, gli arti grigio-bluastri. L'estremità della coda è rossa sul lato inferiore. La lunghezza del corpo varia tra i 40 e 60 cm, il peso tra 3 e 6 kg.

## Distribuzione e habitat
Vivono in zone dell'Africa centrale e meridionale, dall'Africa centrale all'Uganda e allo Zambia. L'habitat è costituito soprattutto dalla foresta pluviale tropicale, ma possono vivere anche in altre foreste.

## Biologia
Vivono in gruppi di 11-14 individui formati da un maschio adulto, diverse femmine e piccoli. Conducono vita arboricola e hanno attività diurna. 
Si nutrono soprattutto di frutta, ma la dieta comprende anche semi e altri vegetali e occasionalmente insetti e altri piccoli animali. La gravidanza dura circa cinque mesi e al termine nasce in genere un solo cucciolo. La maturità sessuale si raggiunge ad un'età compresa tra i 4 e i 6 anni.

## Tassonomia
Sono note le seguenti sottospecie:
- Cercopithecus ascanius ascanius
- Cercopithecus ascanius atrinasus
- Cercopithecus ascanius katangae
- Cercopithecus ascanius schmidti
- Cercopithecus ascanius whitesidei